# Jorge Boeira
Jorge Catarino Leonardeli Boeira, mais conhecido como Jorge Boeira (Vacaria, 5 de novembro de 1955), é um engenheiro mecânico, empresário e político brasileiro, filiado ao Partido Democrático Trabalhista (PDT).
Foi deputado federal na 55ª legislatura (2015 — 2019), eleito pelo estado de Santa Catarina, com 123.770 votos. Já havia sido deputado também na 52ª legislatura (2003 — 2007) e na 54ª legislatura (2011 — 2015). Assumiu como suplente na 53ª legislatura (2007 — 2011). Nas eleições de 2014, em 5 de outubro, foi novamente eleito deputado federal por Santa Catarina para a 55ª legislatura (2015 — 2019). Assumiu o cargo em 1 de fevereiro de 2015.

## Vida
Formado em engenharia mecânica pela Universidade Federal de Santa Catarina (UFSC), Jorge Catarino Leonardelli Boeira foi professor da Escola Técnica Federal de Santa Catarina e trabalhou na indústria carbonífera no Sul de Santa Catarina.
Há um fato pitoresco em seu nascimento: embora registrado como gaúcho de Vacaria, a palavra Catarino, em seu nome, é homenagem da família a Santa Catarina, porque foi o único dos quatro filhos nascido em território catarinense.
Hoje, Boeira dirige uma empresa do ramo metal-mecânico, sediada em Criciúma, construída com a dedicação de centenas de pessoas durante duas décadas. A empresa gera 160 empregos diretos e contribui com a formação de novos profissionais ao promover estágios para estudantes de universidades, escolas técnicas e entidades beneficentes.

## Trajetória política
A vida política de Boeira começou no movimento estudantil durante o regime militar. Concorreu pela primeira vez a um cargo eletivo em 2002, quando foi eleito deputado federal com 51.142 votos. Em seu primeiro mandato debateu e contribuiu com ações relativas a reformas previdenciária, tributária e trabalhista.
Pautado pela defesa da educação pública, gratuita e de qualidade, contribuiu para a interiorização da UFSC. Durante quase 50 anos, a instituição, que até então era a única universidade pública do estado, manteve campus apenas em Florianópolis. Assim, os estudantes das demais regiões interessados em estudar em uma universidade federal precisavam se mudar para a Capital. Para garantir acesso a mais pessoas, a partir de 2004 Boeira passou a indicar emendas para que um campus da UFSC fosse instalado em Araranguá, município do Sul Catarinense.
Hoje, a instituição está presente em 22 cidades do Estado, oportunizando acesso ao ensino superior gratuito amais estudantes e em mais locais. Na região Sul há um campus em Araranguá e pólos em Criciúma, Laguna, Tubarão, Braço do Norte, Praia Grande, Turvo e Laguna.
Em 2006, Boeira aumentou sua votação em 16 mil votos em relação a 2002, totalizando 67.259 votos, ficando na primeira suplência e assumindo em 2009 na Câmara Federal. Em seu segundo mandato, Boeira continuou trabalhando pela Educação, com ênfase na área profissionalizante. Com recursos de emendas indicadas pelo parlamentar, foram instalados campus do Instituto Federal de Educação em Araranguá e Tubarão.
Em 2010, Boeira foi novamente eleito deputado federal com 84.210 votos, mantendo o compromisso de trabalhar pelo desenvolvimento de Santa Catarina.
Na área de Educação Infantil, emendas do deputado garantiram a construção e a manutenção de creches em diversos municípios. A área da agricultura familiar também é destacada, com incentivo às cooperativas formadas por pequenos produtores, visando o fortalecimento do setor e a manutenção do homem no campo.
Como membro das comissões de Minas e Energia e de Educação, Boeira foi um dos defensores de que 75% dos royalties da exploração de petróleo no Pré-Sal fossem destinados para Educação e 25% para a Saúde.
Em 2014, pelo Partido Progressista, aumentou sua votação em praticamente 47% e conquistou 123.770 votos.
Como deputado federal, votou a favor do Processo de impeachment de Dilma Rousseff. Em abril de 2017, foi contrário à Reforma Trabalhista. Em agosto de 2017, votou a favor do processo em que se pedia abertura de investigação do presidente Michel Temer.